# Ренато Марін
Ренато Беллуччі Марін (порт. Renato Bellucci Marin; нар. 10 липня 2006) — італійський футболіст, воротар французького клубу «Парі Сен-Жермен».

## Клубна кар'єра
Займався футболом в системі клубу «Сан-Паулу» з рідного міста. 2022 року приєднався до академії італійської «Роми». 2023 року в складі молодіжної команди «Роми» став володарем молодіжного Суперкубка Італії.
17 липня 2025 року підписав п'ятирічний контракт з французьким «Парі Сен-Жермен».

## Кар'єра в збірній
Народився у Бразилії та має італійське коріння. Виступав за збірну Італії до 19 років. В липні 2024 року виступав за збірну до 19 років на юнацькому чемпіонаті Європи 2024 в Північній Ірландії. На турнірі був основним воротарем та зіграв три поєдинки, а його команда дійшла до півфіналу, де поступилась збірній Іспанії.

## Статистика виступів
Станом на 12 серпня 2025 
| Клуб              | Сезон             | Чемпіонат         | Чемпіонат | Чемпіонат | Кубок | Кубок | Єврокубки | Єврокубки | Інші  | Інші | Всього | Всього |
| Клуб              | Сезон             | Дивізіон          | Матчі     | Голи      | Матчі | Голи  | Матчі     | Голи      | Матчі | Голи | Матчі  | Голи   |
| ----------------- | ----------------- | ----------------- | --------- | --------- | ----- | ----- | --------- | --------- | ----- | ---- | ------ | ------ |
| Рома              | 2024–25           | Серія A           | 0         | 0         | 0     | 0     | 0         | 0         | 0     | 0    | 0      | 0      |
| Парі Сен-Жермен   | 2025–26           | Ліга 1            | 0         | 0         | 0     | 0     | 0         | 0         | 0     | 0    | 0      | 0      |
| Всього за кар'єру | Всього за кар'єру | Всього за кар'єру | 0         | 0         | 0     | 0     | 0         | 0         | 0     | 0    | 0      | 0      |

## Досягнення
«Парі Сен-Жермен»
- Володар Суперкубка УЄФА: 2025[9]